# Anoplophora bowringii
Anoplophora bowringii là một loài bọ cánh cứng trong họ Cerambycidae.